# Trofeo Colombino
Trofeo Colombino - coroczny turniej piłkarski rozgrywany w hiszpańskiej Huelvie. Jego organizatorem jest klub Recreativo Huelva. Turniej organizowany jest od 1965. Zwycięzca w nagrodę otrzymuje puchar w kształcie karaweli. Ostatnim triumfatorem rozgrywek była Recreativo Huelva, która pokonała Getafe CF.
Jedynym polskim klubem który zdobył ten puchar była Stal Mielec w roku 1978. Rok później mielecka drużyna zajęła 4. miejsce.

## Rezultaty
| Rok  | Miejsce                 | Miejsce              | Miejsce                 | Miejsce              |
| Rok  | I                       | II                   | III                     | IV                   |
| ---- | ----------------------- | -------------------- | ----------------------- | -------------------- |
| 1965 | Recreativo Huelva       | Genoa CFC            | Racing Paryż            |                      |
| 1966 | Atlético Madryt         | Recreativo Huelva    | Stade de Reims          | Os Belenenses        |
| 1967 | Recreativo Huelva       | Sevilla FC           | Vitória Setúbal         | Olympique Lyon       |
| 1968 | Real Betis              | Recreativo Huelva    | Atletico Rio            | FAR Rabat            |
| 1969 | São Paulo Futebol Clube | Real Madryt          | RSC Anderlecht          | UD Las Palmas        |
| 1970 | Real Madryt             | Spartak Moskwa       | Standard Liège          | Sevilla FC           |
| 1971 | Újpesti Dózsa           | CSKA Moskwa          | Real Madryt             | Real Betis           |
| 1972 | Atlético Madryt         | Slovan Bratysława    | Fluminense FC           | Valencia CF          |
| 1973 | Dinamo Tbilisi          | SL Benfica           | Derby County            | Atlético Madryt      |
| 1974 | Feyenoord Rotterdam     | Újpesti Dózsa        | Real Betis              | Bayern Monachium     |
| 1975 | Sevilla FC              | Athletic Bilbao      | River Plate             | Dinamo Tbilisi       |
| 1976 | Partizan Belgrad        | Atlético Madryt      | Manchester City         | Real Betis           |
| 1977 | Recreativo Huelva       | Budapest Honvéd      | Újpesti Dózsa           | Real Sociedad        |
| 1978 | Stal Mielec             | FC Dinamo Bukareszt  | Sevilla FC              | Recreativo Huelva    |
| 1979 | Recreativo Huelva       | KSK Beveren          | Real Betis              | Stal Mielec          |
| 1980 | CR Vasco da Gama        | Recreativo Huelva    | Espanyol Barcelona      | Dinamo Zagrzeb       |
| 1981 | Athletic Bilbao         | FC Barcelona         | Atlético Madryt         | Recreativo Huelva    |
| 1982 | Nottingham Forest F.C.  | Recreativo Huelva    | Sevilla FC              | Athletic Bilbao      |
| 1983 | Real Betis              | Club América         | América Rio             | Recreativo Huelva    |
| 1984 | Real Madryt             | Recreativo Huelva    | Real Betis              | Málaga CF            |
| 1985 | Sevilla FC              | Atlético Madryt      | Botafogo                | Recreativo Huelva    |
| 1986 | Recreativo Huelva       | Manchester City      | FC Barcelona            | Sevilla FC           |
| 1987 | Recreativo Huelva       | SL Benfica           | Espanyol Barcelona      | Real Betis           |
| 1988 | CR Flamengo             | Recreativo Huelva    | Cruzeiro EC             | Real Saragossa       |
| 1989 | Real Madryt             | Spartak Moskwa       | Real Betis              | Recreativo Huelva    |
| 1990 | Athletic Bilbao         | Recreativo Huelva    | Atlético Madryt         | Real Betis           |
| 1991 | Atlético Madryt         | Sevilla FC           | Recreativo Huelva       | Spartak Moskwa       |
| 1992 | reprezentacja Chile     | SL Benfica           | reprezentacja Urugwaju  | Recreativo Huelva    |
| 1993 | Atlético Madryt         | UC Sampdoria         | São Paulo Futebol Clube | Sevilla FC           |
| 1994 | Real Saragossa          | Real Betis           | Atlético Madryt         |                      |
| 1995 | Real Betis              | Mérida UD            | Recreativo Huelva       |                      |
| 1996 | Sevilla FC              | Recreativo Huelva    | Real Valladolid         | Real Betis           |
| 1997 | Grêmio                  | Sevilla FC           | Real Saragossa          | Recreativo Huelva    |
| 1998 | Recreativo Huelva       | Real Sociedad        | Real Betis              | Olympiakos SFP       |
| 1999 | Athletic Bilbao         | Málaga CF            | Recreativo Huelva       | PSV Eindhoven        |
| 2000 | Recreativo Huelva       | Real Betis           | UD Las Palmas           | Málaga CF            |
| 2001 | Celta Vigo              | CD Tenerife          | Recreativo Huelva       | Osasuna Pampeluna    |
| 2002 | Atlético Madryt         | Recreativo Huelva    | Sevilla FC              | Espanyol Barcelona   |
| 2003 | Recreativo Huelva       | Málaga CF            | Sevilla FC              | Panathinaikos AO     |
| 2004 | Recreativo Huelva       | Málaga CF            | Real Sociedad           | Real Betis           |
| 2005 | Sevilla FC              | Recreativo Huelva    | Athletic Bilbao         |                      |
| 2006 | Sporting CP             | Recreativo Huelva    | Sevilla FC              | Bolton Wanderers     |
| 2007 | Parma                   | Recreativo Huelva    | Real Saragossa          |                      |
| 2008 | Recreativo Huelva       | Athletic Bilbao      | Málaga CF               |                      |
| 2009 | Real Betis              | Real Saragossa       | Recreativo Huelva       |                      |
| 2010 | Recreativo Huelva       | Sporting Gijon       | Atlético Madryt         | Montevideo Wanderers |
| 2011 | Atlético Madryt         | Recreativo Huelva    |                         |                      |
| 2012 | Getafe CF               | Recreativo Huelva    | Sporting CP             | Moghreb Tétouan      |
| 2013 | Levante UD              | Delfino Pescara 1936 | Recreativo Huelva       | SC Olhanense         |
| 2014 | FC Barcelona            | Recreativo Huelva    |                         |                      |
| 2015 | Real Betis              | Recreativo Huelva    |                         |                      |
| 2016 | Recreativo Huelva       | Córdoba CF           | Real Betis              |                      |
| 2017 | Recreativo Huelva       | Getafe CF            |                         |                      |